# 317 Roxane
317 Roxane è un asteroide della fascia principale del diametro medio di circa 18,67 km. Scoperto nel 1891, presenta un'orbita caratterizzata da un semiasse maggiore pari a 2,2866504 au e da un'eccentricità di 0,0850737, inclinata di 1,76567° rispetto all'eclittica.
L'asteroide è dedicato a Rossane, figlia del satrapo Ossiarte e moglie di Alessandro Magno.
Nel 2009 è stato individuato un satellite a cui è stata assegnata la designazione provvisoria S/2009 (317) 1., nel 2020 il satellite ha ricevuto la denominazione di Olympia (317 Roxane I = Olympias), in onore di Olimpiade d'Epiro, madre di Alessandro Magno . Il satellite, di dimensioni di 5,3 km, orbita a 247 (±1,2) km in 11,54 (±0,07) giorni .